# Вајенга
Вајенга (рус. Ваенга) река је која протиче преко северозападних делова Мурманске области, на крајњем северозападу европског дела Руске Федерације. Улива се у Вајеншки фјорд Кољског залива Баренцовог мора у источном делу града Североморска. Сам град је сво до 1951. управо по реци носио име Вајенга.
Укупна дужина водотока је 25 km.